# François Zahoui
François Zahoui (ur. 21 sierpnia 1962 w Treichville) – piłkarz pochodzący z Wybrzeża Kości Słoniowej i trener piłkarski. W trakcie kariery zawodniczej grał na pozycji pomocnika.
Karierę piłkarską rozpoczynał w 1980 roku w Stella Club d’Adjamé. W 1983 przeszedł do włoskiego klubu Ascoli. Po 2 latach przeniósł się do Francji, gdzie w ciągu 10 lat grał w następujących klubach AS Nancy, SC Toulon oraz JGA Nevers. W tym ostatnim klubie zakończył karierę.
Największym sukcesem François Zahoui jest awans z reprezentacją swojego kraju do turnieju Puchar Narodów Afryki 2012.